# Afu-Ra
Аарон Филлип (англ. 'Aaron Phillip') — более известен под сценическим псевдонимом Afu-Ra. Хип-хоп исполнитель из Нью-Йорка, ярый поклонник боевых искусств и шахмат. Афу является участником тусовки Gang Starr Foundation, наряду с такими рэперами как Jeru the Damaja, Big Shug и Group Home. Впервые имя Афу появилось на обложке ставшего классикой альбома Джеру Дэмэджа The Sun Rises in the East в 1994 году в композиции «Mental Stamina». В 1996 году его имя снова прозвучало в альбоме того же Джеру Wrath of the Math в песне «Physical Stamina». Дебютный сингл Афу «Whirlwind Thru Cities» вышел в 1998 году и поднялся в первые 20 строчек хит-парада Горячие рэп синглы по версии журнала Billboard. Его второй сингл «Defeat»/«Mortal Kombat» увидел свет в 1999 году, а в октябре 2000 года состоялся долгожданный релиз первого альбома Body of the Life Force. В записи альбома приняли участие такие известные битмейкеры как DJ Premier, DJ Muggs, True Master и Da Beatminerz. В качестве приглашенных исполнителей выступили GZA и Masta Killa из Wu-Tang Clan, M.O.P., Ky-Mani Marley и the Cocoa Brovaz. В мае 2002 года вышел второй альбом Life Force Radio при участии DJ Premier, Curt Cazal, True Master, Easy Mo Bee, Needlez, Domingo и Ayatollah. В этот раз в совместных композициях можно было встретить таких хип-хоп звезд как Guru, Big Daddy Kane, RZA, Teena Marie. В 2004 году вышел компиляционный альбом Афу под названием Afu-Ra presents Perverted Monks. Третий альбом State of the Arts появился в 2005 году. Выход следующего альбома был назначен на 2007 год, однако он так и не появился к сроку.

## Дискография
| Информация об альбоме |
| --- |
| Body of the Life Force - Дата выхода: октябрь 10, 2000 - Позиция в Billboard 200: 183 - Позиция в хит-параде R&B/Хип-хоп: 42 - Синглы: «Whirlwind Thru Cities», «Defeat»/«Mortal Kombat», «Equality»/«Bring it Right», «Big Acts, Little Acts», «D&D Soundclash» |
| Life Force Radio - Дата выхода: май 21, 2002 - Позиция в Billboard 200: 184 - Позиция в хит-параде R&B/Хип-хоп: 29 - Синглы: «Crossfire»/«Lyrical Monster», «Scat Man»/«Stick Up»                                                                                |
| Perverted Monks - Дата выхода: февраль 24, 2004 - Позиция в Billboard 200: - - Позиция в хит-параде R&B/Хип-хоп: - - Синглы: «Backtadacrib»/«Naked» |
| State of the Arts - Дата выхода: июнь 14, 2005 - Позиция в Billboard 200: - - Позиция в хит-параде R&B/Хип-хоп: - - Синглы: «Poisonous Taoist»/«Sucka Free», «God of Rap»/«Pusha», «Why Cry» (feat. Gentleman)                                                   |

A Step Ahead Productions — Making Moves Vol.1 (2008) — track nr.4 «Can’t Stop Us Now feat. Krussia»